# 恋の煙
「恋の煙」（こいのけむり）は、チャットモンチーの1枚目のシングル。2006年3月1日にKi/oon Recordsから発売された。

## 解説
チャットモンチーがキューンと契約後に発売したシングルで、メジャーレーベルからの発売となった最初のシングル。当時下火となっていた女性ロックバンド市場での新人とあって、衛星放送の音楽専門チャンネルなどをはじめとして大々的に取り上げられた。初回限定盤のみスーパーピクチャーレーベル仕様。

## 収録曲
- 全作曲：橋本絵莉子、全編曲：チャットモンチー

1. 恋の煙
（作詞：福岡晃子）
1stアルバム『耳鳴り』にも別バージョンが収録されている。
JAPAN COUNTDOWN（テレビ東京）オープニングテーマ
スペースシャワーTV 2006年3月期 POWER PUSH
2. 湯気
（作詞：高橋久美子）
3. 決まらないTURN
（作詞：橋本絵莉子）

## 収録アルバム
- 耳鳴り (#1、Album Mix)
- 表情＜Coupling Collection＞ (#2,3、Album Mix)
- チャットモンチー BEST〜2005-2011〜 (#1)
- BEST MONCHY 1 -Listening- (#1 シングルバージョンとRemix)